# Office national interprofessionnel des vins de table
 (novembre 2012).
Si vous disposez d'ouvrages ou d'articles de référence ou si vous connaissez des sites web de qualité traitant du thème abordé ici, merci de compléter l'article en donnant les références utiles à sa vérifiabilité et en les liant à la section « Notes et références ».
L'Office national interprofessionnel des vins de table est un organisme public français créé en 1976, chargé de la réglementation du marché des vins de table et supprimé en 1983, remplacé par l'Office national interprofessionnel des vins (Onivins).

## Administration
L’Institut des vins de consommation courante (IVCC) a été transformé par le décret no 76-302 du 7 avril 1976 en un établissement public à caractère industriel et commercial (ÉPIC) doté de la personnalité civile et de l’autonomie financière : l’Office national interprofessionnel des vins de table (ONIVIT), lesdits « vins de table » remplaçant les anciens « vins de consommation courante » depuis le règlement communautaire du 28 avril 1970. L’ONIVIT marque un engagement des pouvoirs publics dans la gestion du marché vitivinicole. L’IVCC ne disposait que de possibilités restreintes d’interventions réelles et ne bénéficiait que de moyens d’informations limités. Surtout, l’une des faiblesses de cet Institut était de s’occuper trop de la vigne et pas assez du vin. Les pouvoirs publics entendaient renforcer leur maîtrise de « l’outil » de production tout en agissant sur les conditions du marché, c’est-à-dire orienter et régulariser à la fois la vigne et le vin.
L’ONIVIT est un ÉPIC administré par un Conseil de direction, dont le président fut Jean-François Breton (de 1976 à 1983), et géré administrativement et financièrement par un directeur (Pierre Murret-Labarthe de 1976 à 1980 et Jean-Pierre Beysson de 1980 à 1982) ainsi que par des directeurs-adjoint (Bernard Blanchet de 1954 à 1980 et Armand Collomb de 1976 à 1983), avec, parfois, un secrétaire général (Jacques Nespoulous de 1976 à 1977 et Jean Chauveau de 1980 à 1981). 
Le Conseil de direction se réunit sur convocation de son président. La convocation est de droit si elle est demandée par la moitié de ses membres ou par l’un des deux ministres de tutelles : agriculture (tutelle technique) et budget (tutelle financière). Pour régulièrement  délibérer, le Conseil doit compter plus de la moitié de ses membres en exercice. Le président est nommé par arrêté conjoint des ministres de l’agriculture et du budget, tandis que le directeur est nommé par décret sur proposition du ministre de l’agriculture. L’ONIVIT dispose, en dotation initiale, du personnel provenant de l’IVCC (soit 250 agents) renforcé par une dizaine d’emplois nouveaux. 
Le personnel, régi par le décret no 77-871 du 20 juillet 1977, est réparti entre le service central (une centaine d’agents) à Paris et des centres régionaux (Angers, Avignon, Bordeaux, Dijon, Lyon, Montpellier et Toulouse). À ces sept centres régionaux, il convient d’ajouter la délégation régionale de Bastia.
En créant l'ONIVIT, les pouvoirs publics ont choisi une structure qui conserve une dimension interprofessionnelle forte mais tenant compte des règles nouvelles de la politique agricole commune (PAC). L’ONIVIT sera chargé de sa mise en œuvre de l’organisation commune du marché (OCM) vitivinicole, il en appliquera les règles et en distribuera les fonds. Il jouera aussi, vis-à-vis du secteur de la vigne et du vin, un rôle d’orientation et d’animation et constituera une structure permanente de concertation entre l’administration et la profession. 
L’ONIVIT fait partie de ces organismes qui ont pour raison principale de prolonger l’action des administrations centrales, spécialement dans le domaine économique. Par-là même, l’ONIVIT s’apparente à ces instances de concertation dont le gouvernement  s’entoure  et qui lui servent à mieux ajuster ses initiatives. En l’espèce, il s’agira de faire partager des responsabilités de gestion, c’est-à-dire d’associer les partis dans une solidarité institutionnelle par la recherche en commun de résultats concrets. Cependant, l’association de représentants d’intérêts privés au sein de l’organe délibérant d’un établissement public va plus loin que les consultations préalables à l’harmonisation d’intérêts concurrents comme point de départ d’une politique ayant des chances d’être consentie. L’Office national interprofessionnel des vins de table se veut, pour l'essentiel, un mécanisme d’administration concertée. C’est cette volonté que traduit l’article 2 du décret fondateur du 7 avril 1976 : l’Office doit accomplir sa mission « avec le concours des professions concernées. »
Avec le concours des acteurs du secteur, l’ONIVIT aura la mission de rechercher l’amélioration de la qualité et de la rentabilité des productions vinicoles relevant de sa compétence, ainsi que la sécurité du revenu des viticulteurs, ainsi que la satisfaction des besoins des consommateurs et le développement des débouchés extérieurs.

## Missions et interventions de l’ONIVIT
L’article premier du décret du 7 avril 1976 qualifie l’ONIVIT d’« établissement public à caractère industriel et commercial ». Cette nature juridique constitue un des éléments de la transformation de l’IVCC, implicitement organisé sous la forme d’un établissement public à caractère administratif.
La modification de statut n’est pas justifiée par un changement fondamental puisque l’article 3 prévoit expressément que l’ONIVIT reprend les attributions exercées jusqu’alors par l’IVCC. Ce nonobstant, l’article 4 précise que l’ONIVIT se substitue au FORMA pour l’exercice de sa mission d’orientation et de régularisation du marché vitivinicole. Aux termes de l’article 2, les compétences de l’ONIVIT s’exercent « en conformité avec les dispositions du traité instituant la Communauté économique européenne et dans le cadre de la politique définie par le gouvernement ». 

### Missions de l'ONIVIT
Si l’orientation de la politique viticole est définie à Bruxelles, c’est au gouvernement français qu'il appartient de l’appliquer. Dès lors qu'il agit en conformité avec les décisions de la Communauté économique européenne (CEE), un état membre peut disposer d’un organisme d’intervention. Dans ce cadre, l'ONIVIT définit son action.

### Interventions de l'ONIVIT
Si l’on excepte les attributions qui avaient été conférées à l’IVCC, l’Office des vins de table est chargé de préparer et de mettre en œuvre les mesures d’interventions et de gestion du marché ainsi que celle prises en vue de la rénovation du secteur vitivinicole.
De même, les dispositions destinées à assurer la connaissance et la transparence du marché, en particulier les opérations de cotation représentatives de l’ensemble des transactions ainsi que la recherche et l’exploitation de toutes les informations relatives à la nature, au volume et au prix des échanges sur les marchés intérieurs et extérieurs. 
À ce titre, l'ONIVIT a connaissance de tous les contrats de vente des producteurs des vins de table rouges et rosés. 
Depuis le 20 janvier 1978, l’Office a compétence exclusive pour viser les contrats de vente conformes à l’accord national interprofessionnel sur les vins de table rouges et rosés et les vins de pays du 21 juillet 1976  conclu par l’Association nationale interprofessionnelle des vins de table et des vins de pays (ANIVIT.)
Le  visa est obligatoire pour  la levée du titre de mouvement et donc  pour la circulation des vins. Ces opérations administratives permettent à l'ONIVIT de disposer d’une information économique exhaustive et d’exploiter systématiquement les renseignements statistiques ainsi recueillis, tant en ce qui concerne les volumes que le prix des transactions.
L'ONIVIT entreprend également des actions tendant à la promotion des ventes sur les marchés intérieurs et extérieurs ou celles qui ont pour but de rechercher et d’exploiter des informations relatives à la production et la consommation en France et à l’étranger.
L'ONIVIT s’est substitué au FORMA pour l’ensemble des attributions ayant trait au domaine vitivinicole, mis à part celles touchant aux vins d’appellation d’origine et aux eaux-de-vie.
À ce titre, l’Office des vins de table est chargé :
- de la liquidation des restitutions à l’exportation ;
- du règlement des montants compensatoires monétaires (MCM) dans les échanges intra et extra-communautaires ;
- du financement d’actions d’information et de promotions générales en faveur des vins de table et des vins de pays, tant sur le plan national qu'à l’exportation.

Les montants compensatoires monétaires (MCM) étaient, jusqu'à l’entrée en vigueur de l’euro en 1999, des taxes destinées à compenser les disparités monétaires vis-à-vis de l’unité de compte européenne dans les échanges agricoles de la Communauté.
Les premiers MCM sont apparus en 1969 au sein du Marché commun agricole à la suite des modifications de parité du franc français et du deutschemark. Les MCM ont été conçus pour compenser les distorsions de concurrence provoquées parmi les partenaires européens par le non-alignement de leurs prix agricoles intérieurs sur les prix communautaires en cas de dévaluation ou de réévaluation de leur devises.
Pour ce qui est de l’application des décisions nationales explicitement ou implicitement autorisées par la Communauté européenne, l'ONIVIT est ou a été conduit à intervenir dans le règlement des primes de qualité ainsi que dans le financement des groupements de producteurs.
En ce qui concerne les groupements de producteurs, l’Office des vins de table, dans le but d’améliorer les structures de production ou de mise en marché dans le secteur de la viticulture, attribue un concours financier temporaire aux groupements de producteurs répondant à certains critères.
Enfin, en tant qu'organisme d’intervention de la réglementation vitivinicole communautaire, l'ONIVIT assure à la fois les anciennes attributions de l'IVCC – relatives notamment à l’aide au stockage privé des vins de table, au relogement de ces vins et à la délivrance des certificats d’importation de vins de pays tiers – plus de nouvelles attributions en ce qui concerne notamment l’instruction et la liquidation des demandes d’aide à la reconversion du vignoble.